# Epidemia williamsi
Epidemia williamsi är en fjärilsart som beskrevs av Gunder 1927. Epidemia williamsi ingår i släktet Epidemia och familjen juvelvingar. Inga underarter finns listade i Catalogue of Life.